# Wilków (gromada w powiecie opolsko-lubelskim)
Wilków – dawna gromada, czyli najmniejsza jednostka podziału terytorialnego Polskiej Rzeczypospolitej Ludowej w latach 1954–1972.
Gromady, z gromadzkimi radami narodowymi (GRN) jako organami władzy najniższego stopnia na wsi, funkcjonowały od reformy reorganizującej administrację wiejską przeprowadzonej jesienią 1954 do momentu ich zniesienia z dniem 1 stycznia 1973, tym samym wypierając organizację gminną w latach 1954–1972.
Gromadę Wilków z siedzibą GRN w Wilkowie utworzono – jako jedną z 8759 gromad na obszarze Polski – w powiecie puławskim w woj. lubelskim na mocy uchwały nr 14 WRN w Lublinie z dnia 5 października 1954. W skład jednostki weszły obszary dotychczasowych gromad Wilków wieś, Wilków kol., Zastów Karczmiski, Zastów Polanowski, Zarudki, Kąty, Machów, Szczekarków wieś, Szczekarków kol. i Urządków ze zniesionej gminy Szczekarków w tymże powiecie. 
13 listopada 1954 gromada weszła w skład nowo utworzonego powiatu opolsko-lubelskiego w tymże województwie, gdzie ustalono dla niej 20 członków gromadzkiej rady narodowej.
1 stycznia 1960 do gromady Kamień włączono obszar zniesionej gromady Dobre w tymże powiecie.
1 stycznia 1962 do gromady Wilków włączono kolonię Polanówka i wieś Wólka Dobrska ze zniesionej gromady Rogów w tymże powiecie.
1 stycznia 1963 do gromady Wilków włączono wieś Rogów z gromady Karczmiska w tymże powiecie.
Gromada przetrwała do końca 1972 roku, czyli do kolejnej reformy gminnej. 1 stycznia 1973 w powiecie opolsko-lubelskim utworzono gminę Wilków (od 1999 gmina znajduje się w powiecie opolskim w woj. lubelskim).